# Adidas
Adidas este o companie multinațională cu sediul în Germania, care produce diverse articole sportive și a avut în 2006 o cifră de afaceri de peste 10 miliarde de euro.
Adidas este al doilea cel mai mare producător din lume de articole sportive, precedat de Nike.
Companiile Puma și Adidas au luat naștere la sfârșitul anilor '40 după ce doi frați, Adolf și Rudolf Dassler, nu s-au putut pune de acord cu privire la strategia ce trebuia urmată de compania de încălțăminte pe care o fondaseră în 1924.
Ambele companii își au sediul în același oraș, Herzogenaurach, aflat în regiunea de sud a Germaniei, la 200 km nord de München.
În anul 2005 Adidas a achiziționat compania rivală Reebok pentru suma de 3,8 miliarde de dolari pentru a ajunge din urmă Nike, din punct de vedere al vânzărilor.

## Conducere

Logo Adidas Group

- Directorul general al Adidas Group: Kasper Rorsted (din octombrie 2016)
- Director financiar Adidas Group: Robin J. Stalker
- Brand-director al Adidas Group: Erich Stamminger
- Global Operations Adidas Group: Glenn S. Bennett

## Structură
|                    |                    |                    |                    |                    |                    |           |           |                  |                  |                  |                  |                  |                  |  |  |              |              | Adidas Group              |                           |                           |                           |                           |                           |            |            |            |            |            |            |  |  |                        |                        |                        |                        |                        |                        |  |  |          |          |          |          |          |          |  |  |  |  |  |  |  |  |  |  |  |  |  |  |  |  |  |  |  |  |
|                    |                    |                    |                    |                    |                    |           |           |                  |                  |                  |                  |                  |                  |  |  |              |              |                           |                           |                           |                           |                           |                           |            |            |            |            |            |            |  |  |                        |                        |                        |                        |                        |                        |  |  |          |          |          |          |          |          |  |  |  |  |  |  |  |  |  |  |  |  |  |  |  |  |  |  |  |  |
|                    |                    |                    |                    |                    |                    |           |           |                  |                  |                  |                  |                  |                  |  |  |              |              |                           |                           |                           |                           |                           |                           |            |            |            |            |            |            |  |  |                        |                        |                        |                        |                        |                        |  |  |          |          |          |          |          |          |  |  |  |  |  |  |  |  |  |  |  |  |  |  |  |  |  |  |  |  |
|                    |                    |                    |                    |                    |                    | Adidas AG | Adidas AG | Adidas AG        | Adidas AG        | Adidas AG        | Adidas AG        |                  |                  |  |  |              |              | Reebok International Ltd. | Reebok International Ltd. | Reebok International Ltd. | Reebok International Ltd. | Reebok International Ltd. | Reebok International Ltd. |            |            |            |            |            |            |  |  | TaylorMade-Adidas Golf | TaylorMade-Adidas Golf | TaylorMade-Adidas Golf | TaylorMade-Adidas Golf | TaylorMade-Adidas Golf | TaylorMade-Adidas Golf |  |  |          |          |          |          |          |          |  |  |  |  |  |  |  |  |  |  |  |  |  |  |  |  |  |  |  |  |
|                    |                    |                    |                    |                    |                    | Adidas AG | Adidas AG | Adidas AG        | Adidas AG        | Adidas AG        | Adidas AG        |                  |                  |  |  |              |              | Reebok International Ltd. | Reebok International Ltd. | Reebok International Ltd. | Reebok International Ltd. | Reebok International Ltd. | Reebok International Ltd. |            |            |            |            |            |            |  |  | TaylorMade-Adidas Golf | TaylorMade-Adidas Golf | TaylorMade-Adidas Golf | TaylorMade-Adidas Golf | TaylorMade-Adidas Golf | TaylorMade-Adidas Golf |  |  |          |          |          |          |          |          |  |  |  |  |  |  |  |  |  |  |  |  |  |  |  |  |  |  |  |  |
|                    |                    |                    |                    |                    |                    |           |           |                  |                  |                  |                  |                  |                  |  |  |              |              |                           |                           |                           |                           |                           |                           |            |            |            |            |            |            |  |  |                        |                        |                        |                        |                        |                        |  |  |          |          |          |          |          |          |  |  |  |  |  |  |  |  |  |  |  |  |  |  |  |  |  |  |  |  |
| Adidas Performance | Adidas Performance | Adidas Performance | Adidas Performance | Adidas Performance | Adidas Performance |           |           | Adidas Originals | Adidas Originals | Adidas Originals | Adidas Originals | Adidas Originals | Adidas Originals |  |  | Adidas Style | Adidas Style | Adidas Style              | Adidas Style              | Adidas Style              | Adidas Style              |                           |                           | TaylorMade | TaylorMade | TaylorMade | TaylorMade | TaylorMade | TaylorMade |  |  | Adidas Golf            | Adidas Golf            | Adidas Golf            | Adidas Golf            | Adidas Golf            | Adidas Golf            |  |  | Ashworth | Ashworth | Ashworth | Ashworth | Ashworth | Ashworth |  |  |  |  |  |  |  |  |  |  |  |  |  |  |  |  |  |  |  |  |

## Rivalități
În 2016, a depus procese împotriva lui Skechers, unul pentru realizarea unui design dublu Stan Smith și altul pentru replicile Adidas, cum ar fi "Springblade". 

## Activitate
Adidas are 8 întreprinderi în Germania și peste 25 de filiale în alte țări, inclusiv Franța, Regatul Unit, SUA, Canada, Africa de Sud.
Până în 2009, au reunit astfel de mărci ca:
- Adidas — îmbrăcăminte, încălțăminte și accesorii pentru atletism, fotbal american, tenis, fitness, fotbal, baschet, mersul pe jos și multe altele.
- Salomon — schiuri montane și echipamente, turism (după a doua jumătate a anului 2008 a părăsit structura firmei Adidas Ltd.).
  - Bonfire Snowboarding Company - snowboarduri, echipament.
  - Arc'Teryx
  - Maxfli

În prezent, Adidas deține:
- Reebok — un producător gigant, fostul concurent al Adidas.
  - Rockport - pantofi clasici și casual (vândută de companie în 2015)
  - CCM - echipament de hochei
  - Taylor Made Golf - echipament pentru golf.